# Datakvalitet
Datakvalitet refererer til kvalitative eller kvantitative egenskaber ved information. Der er mange definitioner af datakvalitet, men data bliver generelt betragtet som at have høj kvalitet hvis det "egner sig til den tilsigtede brug i drift, beslutningstagning og planlægning". Derudover er data af højere kvalitet hvis det korrekt repræsenterer den virkelige verden, som den omhandler. Udover disse definitioner er spørgsmålet om intern datakonsistens blevet mere signifikant i takt med at antallet af datakilder stiger. Der er kan også være uoverensstemmelser imellem folks syn på datakvalitet, selv hvis det omhandler det samme sæt data, der anvendes til det samme formål. I disse tilfælde bruge datastyring til at danne et aftalt sæt definitioner og standarder for datakvalitet. Datavask, inklusive standardisering, kan være nødvendig for at sikre datakvalitet.